# مزرعة حاجي حسن (رباطات)
مزرعة حاجي حسن (بالإنجليزية: Mazraeh-ye Hajji Hasan)‏ هي منطقة سكنية تقع في إيران في يزد. يقدر عدد سكانها بـ 12 نسمة .